# Ventlinge socken
Ventlinge socken på Öland ingick i Gräsgårds härad, ingår sedan 1971 i Mörbylånga kommun och motsvarar från 2016 Ventlinge distrikt i Kalmar län.
Socknens areal är 23,46 kvadratkilometer. År 2000 fanns här 283 invånare. Småorten Grönhögen samt kyrkbyn Ventlinge med sockenkyrkan Ventlinge kyrka ligger i socknen. 

## Administrativ historik
Ventlinge socken äldsta kyrka uppfördes under 1100-talet. I skriftliga källor omtalas socknen första gången i ett odaterat brev från omkring 1320 och ett daterat från 1346.
Vid kommunreformen 1862 övergick socknens ansvar för de kyrkliga frågorna till Ventlinge församling och för de borgerliga frågorna till Ventlinge landskommun. Denna senare uppgick 1952 i Ottenby landskommun som 1967 uppgick i Mörbylånga kommun som 1971 ombildades till Mörbylånga kommun. Församlingen uppgick 2002 i Sydölands församling.
1 januari 2016 inrättades distriktet Ventlinge, med samma omfattning som församlingen hade 1999/2000.  
Socknen har tillhört samma fögderier och domsagor som Gräsgårds härad. De indelta båtsmännen tillhörde 2:a Ölands båtsmankompani.

## Geografi
Ventlinge socken ligger vid västra kusten i sydligaste Öland. Socknen består av odlingsbygd i öster och väster och alvarmark däremellan.

## Fornminnen
Flera järnåldersgravar och tretton gravfält varav ett stort vid Parboäng finns här.
När en stenhuggare vid namn J. Åkerberg grävde på ett gravfälts närhet intill en trädgård hittade han en guldarmring, lagd under en stenflisa en fot under markytan. Armringen är smal men trind, skapad av en guldtråd vars ändar lindats om varandra, ganska ful och troligen enbart använd för sitt värde och inte för sin skönhet. Armringen dateras till folkvandringstiden. Detta ledde till en utgrävning av gravfältet, som gett fynd från järnålder och eventuellt bronsålder i form av flintskärvor, avslag, järnfragment, två glaspärlor, ett sandstensbryne, ett nätsänke eller eventuellt en vävtyngd samt brända ben. 
Ett annat depåfynd hittades vid nyodling under en kalkstenshäll, vilka troligen legat i en förmultnad träkista. Det rör sig om ett femtiotal järnstänger, så kallade ämnesjärn, vilka skulle smältas ner och bli järnföremål. 
På ett gravfält vid Lindby hittades, jämte allt från agraffknappar till silverspiraler, ett par pärlor av ett material som troligen är elektrum, en naturlig blandning mellan silver och guld med högt värde. Gravfältet i stort skiljer sig annars inte mycket från de vanliga, inte särskilt rika gravfälten.  
Ett gravfält finns i Mörbylilla, och smärre utgrävningar har gjorts. Bland annat fann man vid undersökning av en nästan 3 meter lång hällkista bitar av ett nyckelskaft samt brända ben, och vid undersökning av en liknande hittades ett järnringsfragment samt brända ben. Hällkistorna togs bort efter undersökningen. 
En boplatslämning från folkvandringstiden finns på alvarplatån vid Sebbenerby, bestående av en rektangulär förhöjning i marken. Vid undersökning hittades ett agraffspänne av brons, järnnål och spikar av samma material, järnpik, hästskosöm, slagg, krukskärva samt brända liksom obrända ben.     

## Namnet
Namnet (1283 Wentlinge), taget från kyrkbyn, är inte säkert tolkat men har efterledet inge, boplats.

## Befolkningsutveckling
| Befolkningsutvecklingen i Ventlinge socken 1810–1990                                                    | Befolkningsutvecklingen i Ventlinge socken 1810–1990 | Befolkningsutvecklingen i Ventlinge socken 1810–1990 | Befolkningsutvecklingen i Ventlinge socken 1810–1990 | Befolkningsutvecklingen i Ventlinge socken 1810–1990 |
| --- | ---------------------------------------------------- | ---------------------------------------------------- | ---------------------------------------------------- | ---------------------------------------------------- |
| |                                                      |                                                      |                                                      |                                                      |
| År |                                                      |                                                      | Folkmängd                                            |                                                      |
| 1810 | 1810                                                 |                                                      | 360                                                  |                                                      |
| 1820 | 1820                                                 |                                                      | 423                                                  |                                                      |
| 1830 | 1830                                                 |                                                      | 498                                                  |                                                      |
| 1840 | 1840                                                 |                                                      | 512                                                  |                                                      |
| 1850 | 1850                                                 |                                                      | 587                                                  |                                                      |
| 1860 | 1860                                                 |                                                      | 679                                                  |                                                      |
| 1870 | 1870                                                 |                                                      | 661                                                  |                                                      |
| 1880 | 1880                                                 |                                                      | 646                                                  |                                                      |
| 1890 | 1890                                                 |                                                      | 578                                                  |                                                      |
| 1900 | 1900                                                 |                                                      | 520                                                  |                                                      |
| 1910 | 1910                                                 |                                                      | 468                                                  |                                                      |
| 1920 | 1920                                                 |                                                      | 472                                                  |                                                      |
| 1930 | 1930                                                 |                                                      | 492                                                  |                                                      |
| 1940 | 1940                                                 |                                                      | 552                                                  |                                                      |
| 1950 | 1950                                                 |                                                      | 609                                                  |                                                      |
| 1960 | 1960                                                 |                                                      | 588                                                  |                                                      |
| 1970 | 1970                                                 |                                                      | 493                                                  |                                                      |
| 1980 | 1980                                                 |                                                      | 427                                                  |                                                      |
| 1990 | 1990                                                 |                                                      | 360                                                  |                                                      |
| Anm: Källor: Umeå universitet - Tabellverket 1749-1859, Demografiska databasen, CEDAR, Umeå universitet |                                                      |                                                      |                                                      |                                                      |

### Fotnoter
1. 1 2 3  Harlén, Hans; Harlén Eivy (2003). Sverige från A till Ö: geografisk-historisk uppslagsbok. Stockholm: Kommentus. Libris 9337075. ISBN 91-7345-139-8
2. ↑  Det medeltida Sverige 4:3 Öland
3. ↑  ”Församlingar”. Statistiska centralbyrån. https://www.scb.se/hitta-statistik/regional-statistik-och-kartor/regionala-indelningar/forsamlingar/. Läst 30 december 2022.
4. ↑  Administrativ historik för Ventlinge socken (Klicka på församlingsposten). Källa: Nationella arkivdatabasen, Riksarkivet.
5. 1 2  Sjögren, Otto (1931). Sverige geografisk beskrivning del 2 Östergötlands, Jönköpings, Kronobergs, Kalmar och Gotlands län. Stockholm: Wahlström & Widstrand. Libris 9939
6. 1 2 3  Nationalencyklopedin
7. ↑  Fornlämningar, Statens historiska museum: Ventlinge socken
8. ↑  Fornminnesregistret, Riksantikvarieämbetet: Ventlinge socken Fornminnen i socknen erhålls på kartan genom att skriva in sockennamn (utan "socken") i "Ange geografiskt område"